# Marko Pjaca
Marko Pjaca (Zagreb, 6. svibnja 1995.) hrvatski je nogometaš koji igra na poziciji krila. Trenutačno je bez kluba.

## Klupska karijera
Marko je svoje nogometne korake započeo u omladinskim pogonima Dinama, ZET-a i Lokomotive. Svoje prve seniorske utakmice je zaigrao za zagrebačku Lokomotivu, a 2014. prešao je u Dinamo Zagreb za 1 milijun €.

### Mlađe kategorije i prvi dolazak u Dinamo
Marko je počeo trenirati nogomet kao klinac u svom kvartovskom klubu – ZET-u, a već s devet godina dobio je i prihvatio poziv Dinama. Iako je uvijek bio među najboljim igračima, kapetan svoje generacije i najbolji igrač, te s Modrima osvajao brojne turnire s 14 godina se vraća u svoj matični klub gdje dobiva priliku igrati s puno starijima od sebe. Sjajne igre nisu promaknule Lokomotivi u koju dolazi već s 15 godina i ubrzo trenira i igra za prvu momčad.

### Lokomotiva
Za prvu momčad debitirao je 24. veljače 2012., sa 16 godina, a njegov napredak od tada je fantastičan. Postaje redoviti član prve momčadi, sve važniji igrač, a u sezoni 2013./14. igrao je sjajno i zabio 7 golova. Odlične igre za Lokomotivu natjerale su najbolji hrvatski nogometni klub, Dinamo Zagreb, da "prizna" pogrešku i za čak milijun eura u Maksimir vrati talentiranog krilnog napadača.

### Dinamo
U redove prvaka Marko je stigao u ljeto 2014. godine i već u svojem debiju, na otvaranju sezone protiv Slavena, došao do prvog pogotka. Iako u početku nije dobivao veliku minutažu Marko je sjajno koristio prilike koje su mu se pružale i postajao sve važniji dio momčadi. U prvoj sezoni u Maksimiru svakako će posebno pamtiti fantastičan hat-trick protiv Celtica u 4:3 pobjedi Dinama u utakmici 6. kola Europske lige. Modri su osvojili duplu krunu, a Marko je u sezoni 15/16 doživio svoju konačnu potvrdu i "procvao" u sjajnog igrača. Nakon neugodne ozljede krajem prvog dijela sezone Marko se oporavio i na proljeće "sam osvojio naslov prvaka". Dinamo je u nizu dobivao utakmice 1:0, a strijelac je u svima bio upravo Pjaca koji je golovima nezaustavljivo "rušio" Split, Istru, Osijek, Slaven i ostale protivnike na putu prema duploj kruni. 

### Juventus
Ono što se danima nagađalo u srpnju 2016. godine je 21. srpnja dobilo službenu potvrdu. Pjaca je potpisao petogodišnji ugovor s višestrukim talijanskim prvakom Juventusom. Pjaca je svoju posljednju utakmicu u dresu Dinama odigrao u Ligi prvaka protiv makedonskog Vardara, 20. srpnja 2016., zabio dva pogotka i uz ovacije Maksimira napustio igru par minuta prije kraja. "Za mene je ovo najljepši mogući oproštaj od svojeg kluba koji sam mogao imati. Dva gola, asistencija, prolazak dalje i pljesak tisuća navijača dok sam izlazio – neću to nikada zaboraviti.", rekao je Pjaca. Zagrebački Dinamo je dobio 23 milijuna eura za Pjacu, čime je postavio novi rekord po pitanju izlaznih transfera iz HNL-a. U kolovozu 2016. godine je Pjaca debitirao za Juventus u prijateljskom susretu protiv West Ham Uniteda. Pjaca je ušao s klupe u 58. minuti. Službeni debi u dresu novog kluba Marko je upisao 27. kolovoza u prvenstvenom ogledu protiv Lazija kada je u nastavku utakmice ušao umjesto Paula Dybale. Dana 13. rujna 2020. Pjaca je, u prijateljskoj utakmici zabio pogodak u 66. minuti protiv kluba iz Serie B Novare.

### Genoa CFC
Dana 20. rujna 2020. u 1. kolu Serie A 2020./21. protiv Crotone u svom prvom nastupu za Genou Pjaca je upisao i svoj prvi pogodak u 74. minuti.

## Reprezentativna karijera
U mlađim selekcijama ima nastupe u dobnim uzrastima: do 17, do 18, do 19, do 20 i do 21. 
Dana 4. rujna 2014. Marko je po prvi put nastupio za seniorsku nogometnu reprezentaciju Hrvatske u Puli na stadionu Aldo Drosina protiv Cipra. Prvi pogodak za reprezentaciju postigao je 4. lipnja 2016. protiv San Marina.

### Europsko prvenstvo u Francuskoj
Hrvatski nogometni izbornik objavio je u svibnju 2016. popis za nastup na Europskom prvenstvu u Francuskoj, na kojem se nalazi Pjaca.
Pjaca je na Euro došao s nagradama najboljeg igrača lige, no izbornik Ante Čačić se nije odlučio postaviti ga u prvu momčad. Pjaca je ušao na otvaranju protiv Turske te odigrao cijelu utakmicu u velikoj pobjedi protiv Španjolske.

### Svjetsko prvenstvo u Rusiji
U lipnju 2018., izbornik Hrvatske reprezentacije objavio je popis za Svjetsko prvenstvo u Rusiji. Na popisu od 23 igrača našlo se i ime Marka Pjace.
Pjaca je na prvenstvu skupio 3 nastupa, dvaput je dobio šansu u grupnoj fazi i jednom u završnici. To je bio nastup u samom finalu protiv Francuske, u kojem je Hrvatska poražena s 4:2.
S tim porazom se vratio u domovinu s povjesnim srebrom oko vrata.

### Pogodci za reprezentaciju
| #  | Datum           | Stadion                            | Protivnik  | Gol za | Rezultat | Natjecanje          |
| -- | --------------- | ---------------------------------- | ---------- | ------ | -------- | ------------------- |
| 1. | 4. lipnja 2016. | Stadion Rujevica, Rijeka, Hrvatska | San Marino | 1:0    | 10:0     | prijateljski susret |

## Priznanja

### Individualna
- Nogometni Oscar – Najbolji nogometaš 1. HNL: 2014./15., 2015./16.
- Nogometni Oscar – Najbolji nogometaš 1. HNL do 21 godine: 2014./15.
- Nogometni Oscar/Trofej Nogometaš – Najbolja momčad godine 1. HNL/HNL: 2014./15., 2015./16., 2023./24., 2024./25.
- 2018.: Odlukom Predsjednice Republike Hrvatske Kolinde Grabar-Kitarović odlikovan je Redom kneza Branimira s ogrlicom, za izniman, povijesni uspjeh hrvatske nogometne reprezentacije, osvjedočenu srčanost i požrtvovnost kojima su dokazali svoje najveće profesionalne i osobne kvalitete, vrativši vjeru u uspjeh, optimizam i pobjednički duh, ispunivši ponosom sve hrvatske navijače diljem svijeta ujedinjene u radosti pobjeda, te za iskazano zajedništvo i domoljubni ponos u promociji sporta i međunarodnog ugleda Republike Hrvatske, te osvajanju 2. mjesta na 21. Svjetskom nogometnom prvenstvu u Ruskoj Federaciji.[13]

### Klupska
Dinamo Zagreb
- 1. HNL (2): 2014./15., 2015./16.
- Hrvatski nogometni kup (2): 2014./15., 2015./16.

Juventus
- Serie A (2): 2016./17., 2017./18.
- Coppa Italia (1): 2016./17.

### Reprezentativna
- Svjetsko prvenstvo: 2018. (2. mjesto)[14]

## Osobni život
Ima dvije starije sestre. Pohađao je IV. gimnaziju u Zagrebu, a kasnije se prebacuje u Športsku gimnaziju.

## Vanjske poveznice
|  | Zajednički poslužitelj ima još gradiva o temi Marko Pjaca |

- Marko Pjaca na hnl-statistika.com
- Profil, Transfermarkt